# Eileen Daly
Pour les articles homonymes, voir Daly.
Eileen Daly est une actrice, chanteuse, productrice, scénariste et réalisatrice britannique née le 1er juin 1963, dans le Surrey, en Angleterre.

## Biographie
Née Eileen Mary Theresa Barnes, elle est la petite-fille du champion de boxe Nipper Pat Daly. Après le divorce de ses parents, elle grandit auprès de sa mère et de son frère à Hampton Hill.
Eileen Daly a commencé une carrière de mannequin dans les années 1980, en faisant la couverture de plusieurs revues consacrées au cinéma fantastique (The Darke Side) et a servi d'égérie pour la firme Salvation Redemption avant de poursuivre une carrière d'actrice. Elle a fréquenté le réalisateur Tim Pope et est apparue dans plusieurs clips musicaux. Elle a également joué dans plusieurs films de charme pour le studio Color Climax Corporation.
Elle est connue pour avoir été Lilith Silver, l'héroïne décalée du film de vampires anglais Razor Blade (1998). Le film, présenté au Festival international du film fantastique de Gérardmer lui vaut également de remporter le Best B-Movie Actress en 1999. Elle tourne ensuite dans Sacred Flesh (2000), un film de nonnesploitation. On peut notamment la revoir dans Cradle of Fear (2001), puis aux côtés de Linnea Quigley dans le film Kannibal (2001), réalisé par Richard Driscoll. Elle retrouvera ce réalisateur en 2008 pour le tournage du film Evil Calls.
En 2004, elle apparaît dans n[EON], un court-métrage réalisé par l'illustrateur et graphiste Dave McKean.
En 2005, elle joue également dans le film érotique All About Anna .
À côté de sa carrière de comédienne (principalement consacrée aux films fantastiques) elle est également chanteuse dans le groupe anglais Jezebel, puis dans le groupe The Courtesans.
Elle a fondé une société de production Gipsyphilia Studios, qui produit les chansons du groupe, mais aussi des courts-métrages et films indépendants, où elle travaille comme scénariste et réalisatrice.

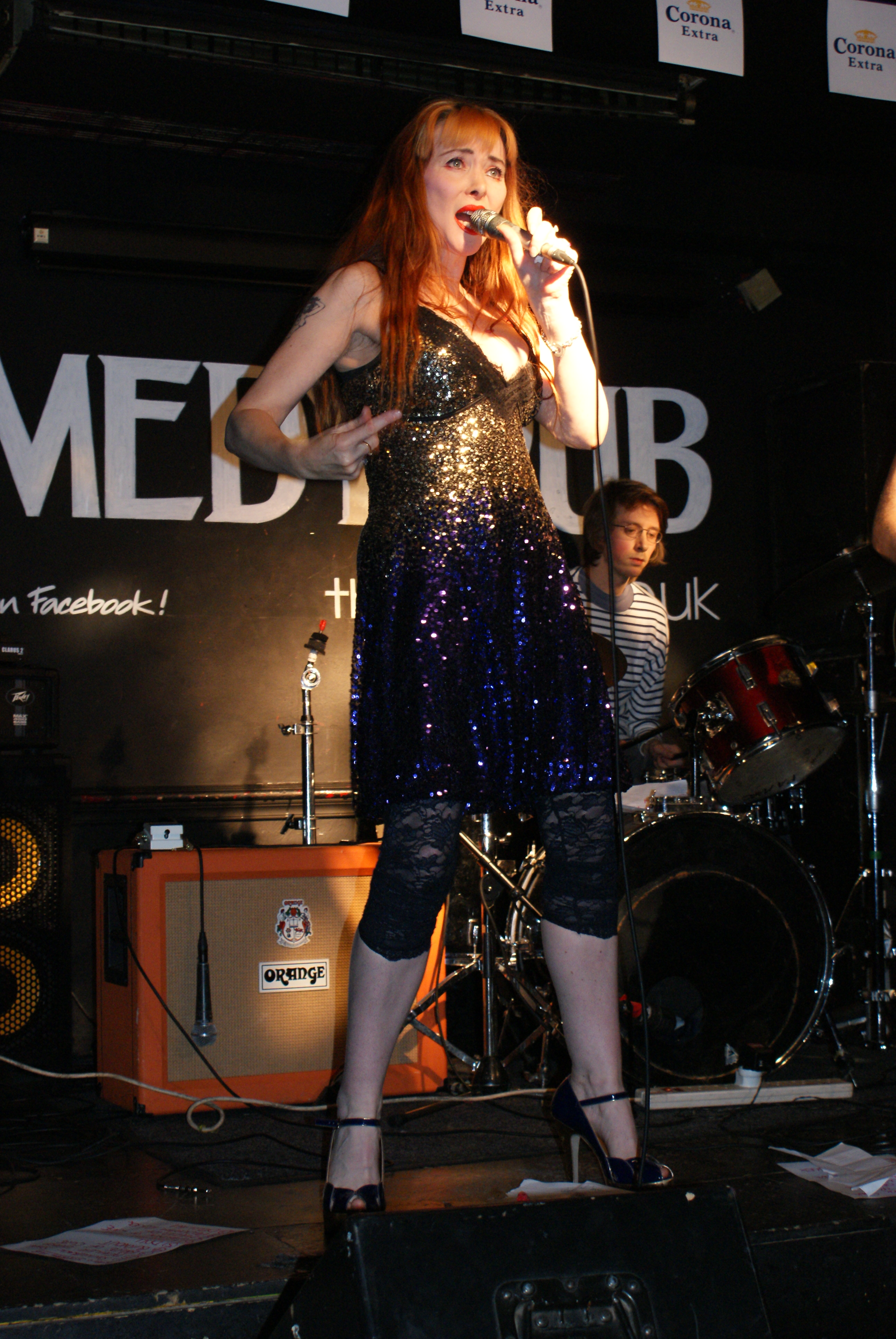
Eileen Daly en 2009 au Comedy Pub

En 2015 elle participe à la 16e saison de la célèbre émission Big Brother sur Channel 5. Elle y entre le jour du lancement, le 12 mai 2015, et en ressort éliminée par le public le 5 juin 2015. Elle sort en parallèle le single Wannab.B, qui parodie sa participation à l'émission de télé-réalité.

## Carrière musicale
Apparue dans plusieurs clips du groupe britannique Soft Cell des groupes de hard métal Cathedral et Cradle of Filth, Eileen Daly a formé le groupe hard rock Jezebel en 1998. Le premier album, Forbidden Fruit est paru en 2004. L'une des chansons, Plastic Surgery, était présente sur la BO du film Cradle of Fear. La chanson Brute to Cute a été reprise dans le film All About Anna.
Elle a formé son groupe actuel The Courtesans avec son époux Ben Thirkettle. Le duo joue une combinaison de ce qu'ils décrivent comme « gitan, glam et rock. » Leur premier single, webcam girl  est sorti 2007, suivi d'un EP intitulé Elfing Around . Ils se produisent régulièrement dans plusieurs festivals de musique. La chanson Burnout a été reprise sur la BO du film The Amityville Asylum.
Le groupe est apparu à la télévision britannique dans l'émission musicale X Factor, en septembre 2014.
Leur troisième EP, Next Stop Vegas sort en mai 2015 (sous le nom de Eileen and Ben)

## Filmographie

### Cinéma
- 1986 : Half Term Punishments
- 1990 : Faustine : Faustine
- 1991 : Striptacular
- 1994 : Electric Blue : Suburban Wives 8
- 1995 : Demonsoul : Selena
- 1995 : Cynthia Payne's House of Cyn : Selena
- 1996 : M.I.A. : Call Girl
- 1997 : Pervirella : Cu-Rare
- 1998 : Witchcraft X : Mistress of the Craft : Raven
- 1998 : Razor Blade (Razor Blade Smile) : Lilith Silver
- 2000 : Sacred Flesh : Repression
- 2001 : Kannibal : Tanya Sloveig
- 2001 : Cradle of Fear : Natalie
- 2002 : Sentinels of Darkness : Velislava
- 2003 : Machines of Love and Hate : Cynthia Marks
- 2005 : All About Anna : Camilla
- 2006 : Messages : Denise
- 2007 : Monsters of the Id : Jenny
- 2008 : Darkness Surrounds Roberta : Eleanor Maynard
- 2008 : The Legend of Harrow Woods : Victoria
- 2009 : Albion Rising : Charlotte Mew
- 2009 : Timo Rose's Beast : Lydia
- 2009 : Unrated : Cassandra
- 2010 : Braincell : Infirmière Audra
- 2010 : Karl the Butcher vs Axe
- 2010 : The Horror Vault 3 (segment "A Christmas Haunting")
- 2012 : Rose : Yondra
- 2013 : The Amityville Asylum : Sadie Krenwinkel
- 2013 : Silent Cradle : Chloe
- 2014 : Mr. Crispin : La présentatrice
- 2014 : First Bite Is the Deepest : La présentatrice
- 2014 : Hollywood Betrayed : La présentatrice
- 2016 : The Curse of the Witches Blood : Sarah
- 2017 : Sinema : Tess Runckle
- 2017 : Tearful Surrender : la sorcière du rêve (segment Tearful Surrender)
- 2018 : Assassins Revenge : Elizabeth Bathory
- 2021 : The Turning : Ilsa
- 2023 : Witches Can Be Bitches
- 2024 : Dracula: Rise of the Vampire : Elizabeth

### Courts-métrages
- 1993 : The Babysitter
- 1996 : Payday : Dianne
- 2002 : n[EON] : Le spectre
- 2013 : Quiet Night Out : La reine des glaces (voix)
- 2013 : Life.Love.Regret. : La femme
- 2014 : Daly Does the Dead : La présentatrice

### Télévision
- 1990 : Screen One (téléfilm)
- 1996 : Our Friends in the North (téléfilm) : La danseuse
- 1997 : Archangel Thunderbird (téléfilm) : Miki Manson
- 2006 : Snuff Box (série TV) (épisode Love Triangle)
- 2012 : Sexxx the Sitcom (série TV) : Miss Kitty
- 2014 : Daly Does Pornstars (série TV) : La présentatrice

### Productrice
- 2009 : Timo Rose's Beast (productrice associée)
- 2009 : Unrated (co-productrice)
- 2010 : Braincell (productrice associée)
- 2014 : Daly Does the Dead (productrice exécutive)
- 2014 : Daly Does Pornstars (série TV) (productrice)
- 2014 : Mr. Crispin (productrice)
- 2014 : Hollywood Betrayed (productrice)
- 2014 : First Bite Is the Deepest (productrice)
- 2023 : Witches Can Be Bitches (productrice)

### Réalisatrice
- 2014 : Daly Does the Dead
- 2014 : Daly Does Pornstars (série TV)
- 2014 : Mr. Crispin (+ scénario)
- 2014 : Hollywood Betrayed (+ scénario)
- 2014 : First Bite Is the Deepest (+ scénario)
- 2023 : Witches Can Be Bitches (+ scénario)

## Discographie

### Albums
- Forbidden Fruit (2004) (avec le groupe Jezebel)
- Webcam Girl / Burnout (Pink Vinyl Single 2007) (Eileen Daly and The Courtesans)
- Elfing Around (2009) (Eileen Daly and The Courtesans)
- Next Stop Vegas  (2015) (Eileen and Ben)

### Singles
- Persusasion (1998)
- Webcam Girl (2007)
- Peckham Rolex (2009)
- Doll (2009)